# 더 허트 비즈니스
더 허트 비즈니즈는 WWE의 악역 스테이블이다.

## 멤버

### 멤버들
| 현 멤버들   | 날짜              |
| ----------- | ----------------- |
| MVP (리더)  | 2020년 5월 ~      |
| 바비 레쉴리 | 2020년 5월 ~      |
| 셸턴 벤자민 | 2020년 7월 20일 ~ |